# Annette Yoshiko Reed
Annette Yoshiko Reed (née le 13 avril 1973) est une historienne des religions américaine. Elle est professeure au Département d'études hébraïques et judaïques au sein du département d'études religieuses de l'Université de New York. Ses recherches couvrent le judaïsme du Second Temple, le christianisme primitif et les relations entre judaïsme et christianisme dans l'Antiquité tardive, avec une attention particulière pour les aspects théoriques des études sur la religion, l'identité, la différence et l'oubli.

## Formation
Reed obtient son BA (avec mention très bien) à l'Université McGill en 1997. Par la suite, elle passe un master à la Divinity School de l'Université Harvard en 1999. Elle obtient ensuite un MA (2001) et un doctorat (2002) de l'Université de Princeton, où elle étudie sous la direction de Martha Himmelfarb, Peter Schäfer, John Gager et Elaine Pagels.

## Enseignement et recherche
Reed commence sa carrière d'enseignante au Département d'études religieuses de l'Université McMaster (2003-2007) avant de passer au Département d'études religieuses de l'Université de Pennsylvanie (2007-2017). Pendant son séjour à l'Université de Pennsylvanie, elle est coordinatrice du Séminaire de Philadelphie sur les origines chrétiennes ainsi que directrice du Center for Ancient Studies . Elle bénéficie de plusieurs bourses au Katz Center for Advanced Judaic Studies. En 2017, elle rejoint le corps professoral du Département d'études hébraïques et judaïques au sein du Département d'études religieuses de l'Université de New York. À partir de juillet 2021, elle est professeure de Nouveau Testament et de christianisme primitif à la Divinity School de l'Université Harvard.
Sa monographie de 2020, Demons, Angels, and Writing in Ancient Judaism, est finaliste pour le prix commémoratif Nahum M. Sarna du Jewish Book Council. En 2020, elle reçoit une bourse de l' American Council of Learned Societies pour son projet « Forgetting: Retheorizing the Ancient Jewish Past and its Jewish and Christian Reception » .

## Travaux

### Monographies
- Demons, Angels, and Writing in Ancient Judaism. Cambridge: Cambridge University Press, 2020.
- Enoch from Antiquity to the Middle Ages (with John Reeves). Oxford: Université d'Oxford, 2018.
- Jewish-Christianity and the History of Judaism. TSAJ 171. Tübingen: Mohr Siebeck, 2018. Paperback: Fortress, 2022.
- Fallen Angels and the History of Judaism and Christianity: The Reception of Enochic Literature. Cambridge: Cambridge University Press, 2005.

### Éditrice de volumes collectifs
- Envisioning Judaism: Essays in Honor of Peter Schäfer on the Occasion of his Seventieth Birthday. Edited with Ra’anan S. Boustan, Klaus Herrmann, Reimund Leicht, and Giuseppe Veltri, with the collaboration of Alex Ramos. 2 vols. Tübingen: Mohr Siebeck, 2013
- Jews, Christians, and the Roman Empire: The Poetics of Power in Late Antiquity. Edited with Natalie B. Dohrmann. Jewish Culture and Contexts. Philadelphia : University of Pennsylvania Press, 2013.
- Blood and the Boundaries of Jewish and Christian Identities in Late Antiquity. Edited with Raʻanan S. Boustan. Henoch 30.2 (2008).
- Heavenly Realms and Earthly Realities in Late Antique Religions. Edited with Raʻanan S. Boustan. Cambridge: Cambridge University Press, 2004.
- The Ways that Never Parted: Jews and Christians in Late Antiquity and the Early Middle Ages. Edited with Adam H. Becker. TSAJ 95. Tübingen: Mohr Siebeck, 2003. Paperback reprint: Fortress, 2005.